# Calling U
「Calling U」（コーリング・ユー）は、YOKO Black. Stoneの3枚目のシングル。1998年にStyling Recordsから 12インチシングル盤としてリリースされた。

## 概要
- ジェヴェッタ・スティールによる映画『バグダッド・カフェ』のテーマ曲のカバーで、デビューミニアルバム『's All Right』からの2曲目のシングルカットである。
- 収録されている別ミックスはCDシングル「No Need 2 Worry」のカップリングとして収録されている。

## 収録曲
1. Calling You (Album ver)
2. Calling U (SAD MIX)
3. Calling U (COOL MIX)
4. Calling U (COOL MIX) Track Only

## 制作スタッフ
- YOKO Black. Stone：ボーカル、トラッキング、ミキシング、プロデュース
- NON-T：プロデュース
- Super B：バックコーラス
- Hikari Mitsufuji（AST Mastering）：マスタリング
- Norichika Yoshida：A&R
- Mihoko Yoshida：A&R